# Coelotrochus carmesina
Coelotrochus carmesina is een slakkensoort uit de familie van de Trochidae. De wetenschappelijke naam van de soort is voor het eerst geldig gepubliceerd in 1908 door Webster.